# Zhaotong
Zhaotong (chiń. 昭通; pinyin Zhāotōng) – miasto o statusie prefektury miejskiej w południowych Chinach, w prowincji Junnan. W 2010 roku liczba mieszkańców miasta wynosiła 112 468. Prefektura miejska w 1999 roku liczyła 4 779 437 mieszkańców. Siedziba rzymskokatolickiej prefektury apostolskiej Zhaotong.
3 sierpnia 2014 powiat Ludian, wchodzący w skład prefektury, został dotknięty trzęsieniem ziemi o magnitudzie 6,1, którego łączna liczba ofiar śmiertelnych wyniosła ponad 610 osób, liczba rannych ponad 3100, a pozbawionych dachu nad głową - ponad 200 tys.. Epicentrum znajdowało 29 km na płd.-zach. od Zhaotong.